# Kent Massey
Joseph Kent Massey (Oklahoma City, 2 de abril de 1952) es un deportista estadounidense que compitió en vela en la clase Soling.
Participó en los Juegos Olímpicos de Atlanta 1996, obteniendo una medalla de bronce en la clase Soling (junto con Jeff Madrigali y James Barton). Ganó una medalla de bronce en el Campeonato Mundial de Soling de 1994.

## Palmarés internacional
| \| Juegos Olímpicos \| Juegos Olímpicos \| Juegos Olímpicos \| Juegos Olímpicos \| \| Año \| Lugar \| Medalla \| Clase \| \| ------------------ \| ------------------------ \| ----------------- \| ---------------- \| \| 1996 \| Atlanta (Estados Unidos) \| Medalla de bronce \| Soling \| \| Campeonato Mundial \| \| \| \| \| Año \| Lugar \| Medalla \| Clase \| \| 1994 \| Helsinki (Finlandia) \| Medalla de bronce \| Soling \| |                          |                   |        |
| Juegos Olímpicos |                          |                   |        |
| Año | Lugar                    | Medalla           | Clase  |
| 1996 | Atlanta (Estados Unidos) | Medalla de bronce | Soling |
| Campeonato Mundial |                          |                   |        |
| Año | Lugar                    | Medalla           | Clase  |
| 1994 | Helsinki (Finlandia)     | Medalla de bronce | Soling |